# Stoke Albany
Stoke Albany är en ort och civil parish i Storbritannien.   Den ligger i grevskapet Northamptonshire och riksdelen England, i den södra delen av landet, 120 km norr om huvudstaden London. Stoke Albany ligger 102 meter över havet och antalet invånare är 330.
Terrängen runt Stoke Albany är platt. Runt Stoke Albany är det tätbefolkat, med 356 invånare per kvadratkilometer. Närmaste större samhälle är Kettering, 11,0 km sydost om Stoke Albany. Trakten runt Stoke Albany består till största delen av jordbruksmark.